# Průkopa
Průkopa je přírodní památka jižně od obce Jasenná v okrese Zlín. Důvodem ochrany je bohatá lokalita kruštíku bahenního (Epipactis palustris), růžkatého (Epipactis muelleri) a širolistého (Epipactis helleborine).